# Matang Raya Barat
Matang Raya Barat is een bestuurslaag in het regentschap Aceh Utara van de provincie Atjeh, Indonesië. Matang Raya Barat telt 639 inwoners (volkstelling 2010).